# Эт-Тур
Эт-Тур (араб. الطور‎ [etˈtˤuːɾ]; англиц. El Tor [Эль-Тур]) — административный центр провинции Южный Синай в Республике Египет. Население 16 129 жителей (2007). Расположен на берегу Суэцкого залива Красного моря на юге Синайского полуострова, примерно в 100 км езды от Шарм-эш-Шейха. Аэропорт с внутренними рейсами. Небольшой порт. Гостиница Moses Bay Hotel.

## Название
История города Эт-Тур восходит ко временам фараонов. Первые жители называли город Райфа (англ. Rutho, Raitho) или земля плодов поскольку местность была богата финиковыми пальмами. В Библии город упоминается под именем Елим.
Современное название города произошло от арабского названия горы, на которой, согласно авраамическим религиям, пророк Моисей получил Скрижали Завета; эта гора называется в Коране Джебаль-эт-Тур (англ. Gebel El Tur) или Тур Сина.

## Климат
Климат города классифицируется системой классификации климатов Кёппена как жаркая пустыня (BWh).
| Показатель | Янв. | Фев. | Март | Апр. | Май  | Июнь | Июль | Авг. | Сен. | Окт. | Нояб. | Дек. | Год  |
| --- | ---- | ---- | ---- | ---- | ---- | ---- | ---- | ---- | ---- | ---- | ----- | ---- | ---- |
| Абсолютный максимум, °C                                                                                                  | 28,8 | 29,7 | 35,9 | 38,9 | 42,6 | 42,4 | 42,5 | 40,5 | 38,2 | 35,6 | 31,7  | 28,7 | 42,6 |
| Средний суточный максимум, °C                                                                                            | 20,9 | 21,9 | 24,2 | 28,0 | 31,0 | 32,3 | 33,2 | 33,3 | 31,0 | 28,2 | 25,3  | 22,3 | 27,6 |
| Средняя температура, °C                                                                                                  | 16,1 | 17,0 | 19,9 | 23,4 | 26,2 | 27,9 | 28,9 | 29,1 | 27,6 | 24,5 | 20,7  | 17,4 | 23,2 |
| Средний суточный минимум, °C                                                                                             | 9,5  | 10,2 | 13,5 | 17,2 | 20,3 | 23,1 | 24,0 | 24,8 | 23,2 | 19,1 | 14,4  | 11,4 | 17,6 |
| Абсолютный минимум, °C                                                                                                   | 2,6  | 4,2  | 5,6  | 8,8  | 13,2 | 18,4 | 20,3 | 20,7 | 17,2 | 10,5 | 7,0   | 5,8  | 2,6  |
| Норма осадков, мм | 0    | 0    | 0    | 0    | 0    | 0    | 0    | 0    | 0    | 1    | 1     | 5    | 7    |
| Источник: Климатические нормы Эль–Тора 1961–1990; "El Tor, Egypt Climate, Global Warming, and Daylight Charts and Data". |      |      |      |      |      |      |      |      |      |      |       |      |      |

## Население
Население Эт-Тура в 2007 составляло 16 129 жителей. Большинство из них — потомки выходцев из бедуинских племён: Савалаха, Аликат, Мазина, Ауарама, Ауляд Саид, Карараша, Джабалия, Хувитат.

## Целебные воды
Город Эт-Тур отличается от всех остальных городов провинции тем, что в нём имеются Артезианские источники, в том числе т. н. «Купальни Моисея» — вода из пяти источников сбегает в каменную купальню. Сернистая вода имеет температуру около 37 С°. Используется для лечения ревматизма и кожных заболеваний.

## История
Эт-Тур — старейший город в провинции Южный Синай. В соседней деревне Эль-Вади были обнаружены исторические памятники времен фараонов.
Пустыня Райту расположена вокруг Эль-Тора, между Святой Екатериной и Красным морем. В эпоху римского императора Диоклетиана около 43 христианских монахов-отшельников было убито кочевыми племенами в Раифской пустыне, которая находится между городами Эт-Тур (Раифа) и Сант-Катрин. В VI веке византийский император Юстиниан I построил Раифский монастырь. Раифский монастырь был включён в список объектов Всемирного наследия ЮНЕСКО 1 ноября 1994 года. Он является частью Синайской архиепархии Иерусалимской православной церкви.
Во времена мамлюков порт в Туре был основным портом Египта на Красном море, в то время как Суэц являлся лишь военным портом. И только во времена османского правления Суэц отобрал у Тура значение как торговый порт. Одно время город Тур был основным источником в Египте по поставкам свежей и солёной рыбы, однако со временем утратил и это значение.
В 1541 году в Красное море, с целью поиска и уничтожения османского флота чья база находилась в Суэце, был отправлен португальский флот. После нескольких дней плавания командующий флота Эштеван да Гама решил по пути атаковать Эт-Тур. После высадки десанта защитники вышли на берег, чтобы дать бой, но были отброшены в город, не сумев закрыть за собой городские ворота. Португальцы, когда город пал, были готовы к его разграблению и сожжению, но два православных священника пришли к командующему флота и обратились к нему с просьбой пощадить город. Несколько солдат были рыцарями, которые только закончили мессу, поэтому просьба священников была удовлетворена, португальский же флот задержался на несколько дней около города, готовясь к нападению на Суэц.
В 1560 году город посетило русское посольство Василия Познякова, отправленное Иваном IV в Синайский монастырь. В своём описании путешествия послы сообщали:
В Раифе же гречан нет, живут сирьяне, — вера православная, християнская. В Раифе же кораблем пристанище иньдийским. От Раифе до Иньдии 3 месяца морем. Раифа же город каменной невелик, а турок в нем нет, все християне живут, один соньчак да 10 енычан. [...] И поклонихомся святым мощем и поидохом на место, где Моисей насади 70 фиников и ту ему Бог дарова 12 источников текущих из гор каменных, вода же в них горячая течет. А повыше тех источьников течет источьник, имя ему Мерра, вода в нем холодна, толко горька добре. А от тех фиников, от корени расплодися великой сад. А от Раифы до Моисеовых источьников и фиников 2 версты, а до монастыря Ивана Роифенского 3 версты; а монастырь розбит до основания от поганых турков.
Через город проходил исторический путь паломников-мусульман в Мекку и обратно. В конце XIX века правительство Османской империи установило в нескольких населённых пунктах побережья, в том числе в Эль-Торе медицинские карантинные пункты для предотвращения распространения инфекций. В 1905 году работающий здесь немецкий врач Феликс Готшлих снял с маршрута двух паломников, возвращающихся из Мекки, предположительно больных холерой. Обнаруженный здесь биовар холеры получил название Эль-Тор (El Tor). Именно этот биовар вызвал вспышку холеры в 32 городах СССР в 1970 году, а также заболевание 14 человек в украинском Мариуполе в 2011 году.
Эт-Тур был захвачен Израилем во время Шестидневной войны 1967 года. Однако он был возвращён Египту в 1979 году в результате Кэмп-Дэвидского соглашения.